# نیووه‌اسخوت
نیووسکوت (به هلندی: Nieuweschoot) یک منطقهٔ مسکونی در هلند است که در هیرن‌فین واقع شده‌است. نیووسکوت ۱۸۵ نفر جمعیت دارد.